# Ek Yi Oun
Ek Yi Oun (en khmer : ឯក យីអ៊ុន ; 1910-2013) est un homme politique cambodgien, premier ministre du Cambodge pendant 6 jours du 11 au 17 janvier 1958.